# Улица Калинина (Новополоцк)
Улица Калинина (бел. Вуліца Калініна) — улица в Новополоцке названная в честь советского государственного и партийного деятеля Михаила Калинина.

## Описание
Находится между 3-м районом, с одной стороны, и 4-м и 5-м районами города, с другой. Протягивается с северо-востока на юго-запад от кольцевой на пересечении с республиканской трассой Р20 Витебск — Новополоцк — Григоровщина (граница Латвии) до улицы Комсомольской, после которой переходит в магистраль местного значения, соединяющую Новополоцк с ул. Завод Палимир и республиканская трасса Р14 Полоцк — Миоры — Браслав. Протяженность улицы более 2,5 км. Здание типовое, преимущественно панельное, 5-9 этажей.

## Транспорт
Большинство городских автобусных и трамвайных маршрутов пересекают улицу. Маршруты городских автобусов № 6, 6а, 10, 10а, 11, 13, 14, 21 проходят прямо по улице. На пересечении с улицами Парковой и Якуба Коласа, в районе моста через Западную Двину организована кольцевая развязка, а на пересечении с улицами Блохина и Комсомольская — многоуровневая развязка с путепроводом через эти улицы и трамвайные пути.

## Социальные объекты
- Библиотека имени В. Маяковского
- Почтовое отделение № 7
- Экспертная комиссия по медицинской реабилитации
- Архитектурно-производственное бюро
- Центр предпринимательства и недвижимости
- Стоматология
- Магазины
- Автосервис
- Заправка